# ويليام هاموند (دراج)
ويليام هاموند (بالإنجليزية: William Hammond)‏ مواليد 2 يوليو 1886 في إيستبورن - الوفاة 13 يناير 1960 في كوفنتري، كان دراج إنجليزي في صنف سباق الدراجات على الطريق. سبق أن شارك في دورة الألعاب الأولمبية الصيفية وفاز بميدالية أولمبية.

## الميداليات
| الميدالية | المسابقة                       |
| --------- | ------------------------------ |
| فضية      | الألعاب الأولمبية الصيفية 1912 |

## روابط خارجية
- ويليام هاموند على موقع أرشيف الدراجات (الإنجليزية)
- ويليام هاموند على موقع أوليمبيديا (الإنجليزية)